# Sarah-Léonie Cysique
Sarah-Léonie Cysique (n. 6 iulie 1998, Sarcelles, Île-de-France, Franța) este o sportivă ce a reprezentat Franța, medaliată olimpică. A participat la o ediție a Jocurilor Olimpice (2020) în care a câștigat o medalie de argint.